# Militärhistorische Stiftung des Kantons Zug

Emblem der Militärhistorischen Stiftung des Kantons Zug

Slogan der Militärhistorischen Stiftung des Kantons Zug

Die Militärhistorische Stiftung des Kantons Zug ist eine Stiftung mit dem Zweck, das militärische Erbe der Schweizerischen Eidgenossenschaft im Kanton Zug zu sichern und zu pflegen.

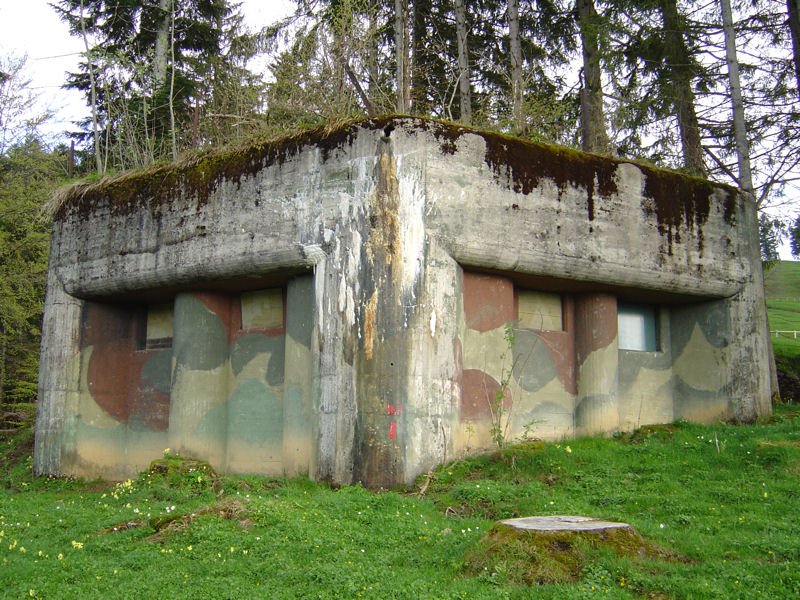
Mg-Bunker auf dem Raten

## Ziele

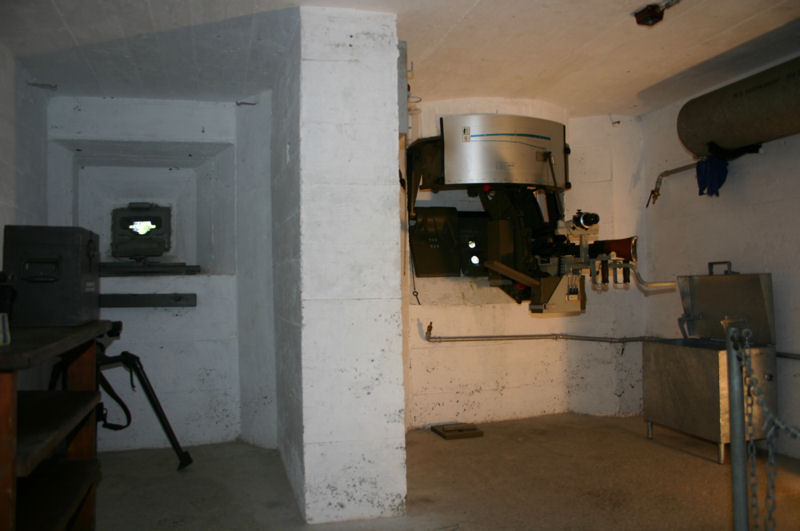
Mg-Bunker auf dem Raten

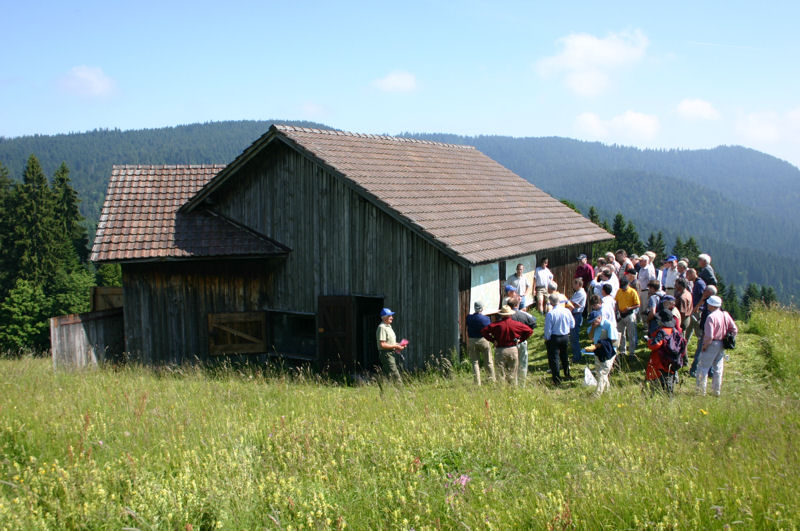
Bunkerbesichtigung

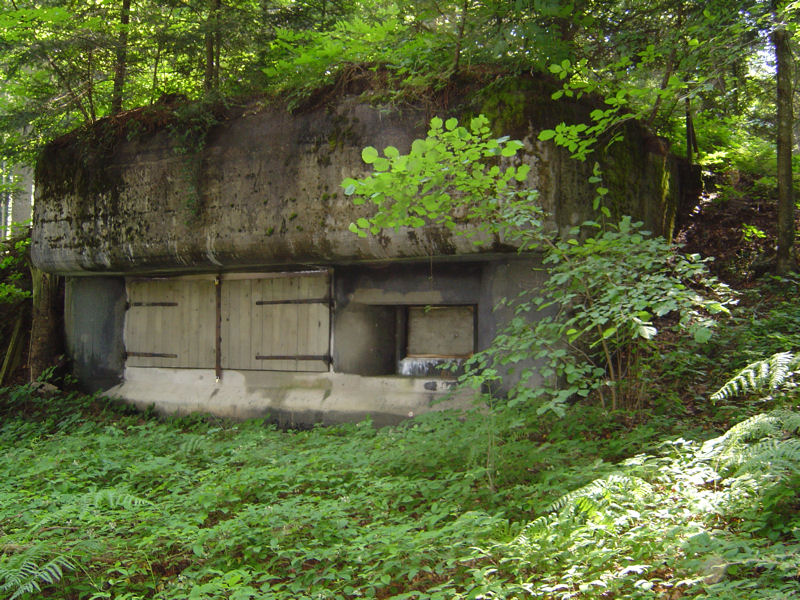
Aussenansicht eines Pak-Bunkers

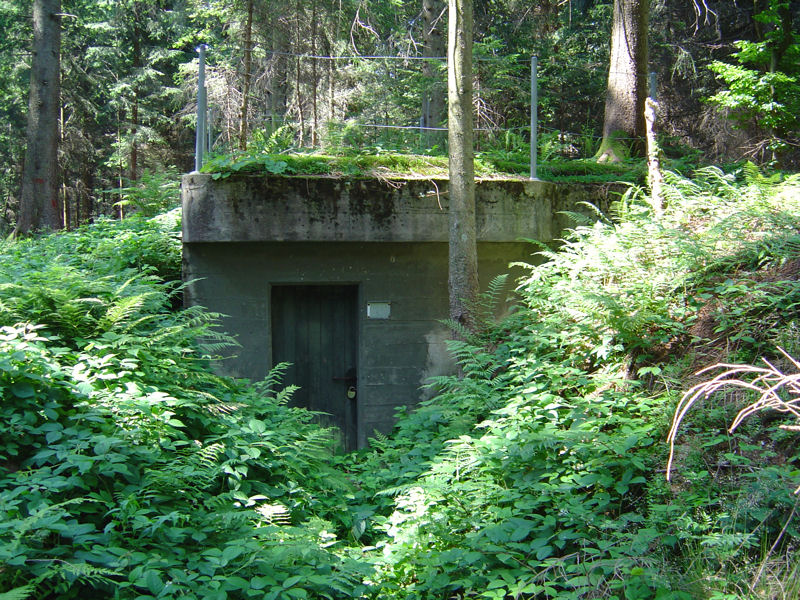
Unterstand auf dem Gottschalkenberg

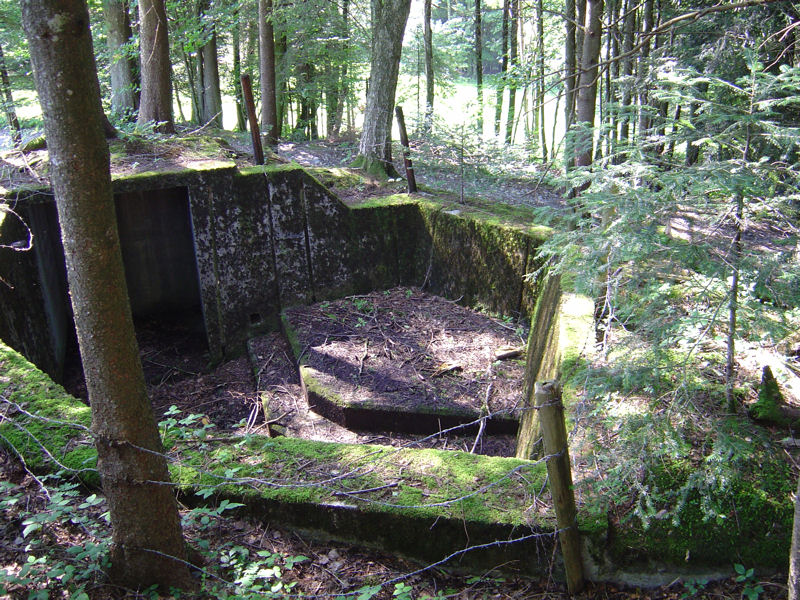
Geschützbettung Bucklen

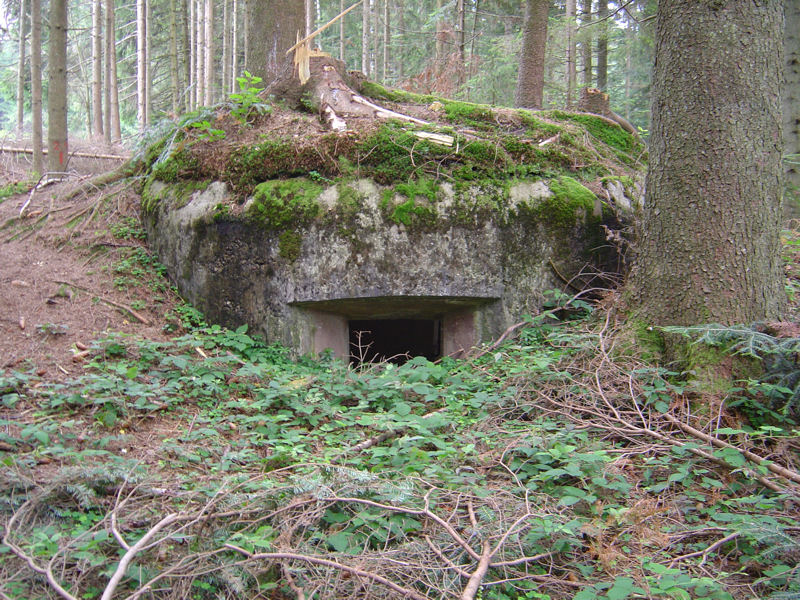
Tankbüchsenstand Schurtannen

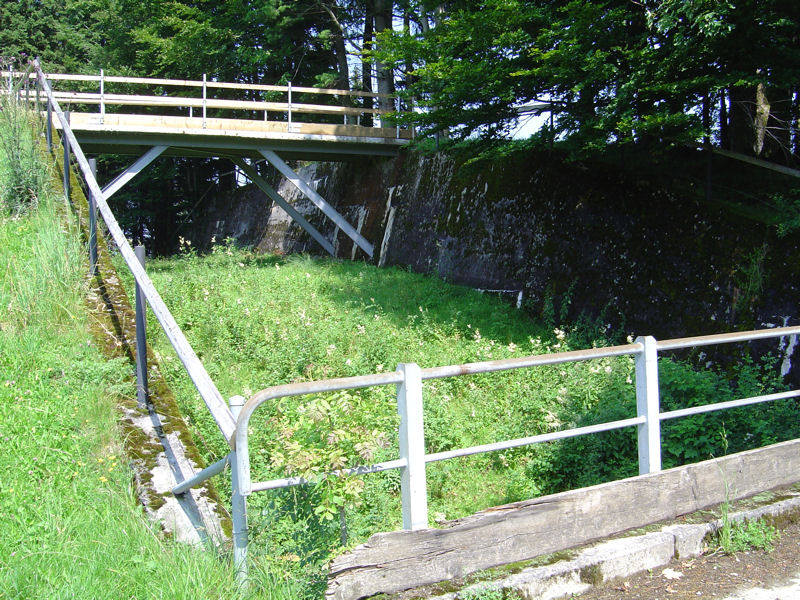
Tankmauer auf dem Zugerberg

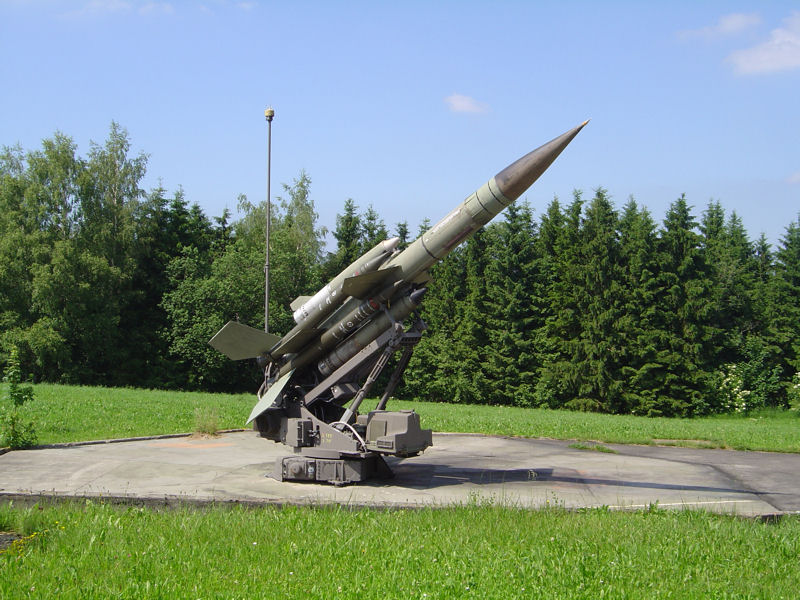
Lenkwaffe auf dem Gubel

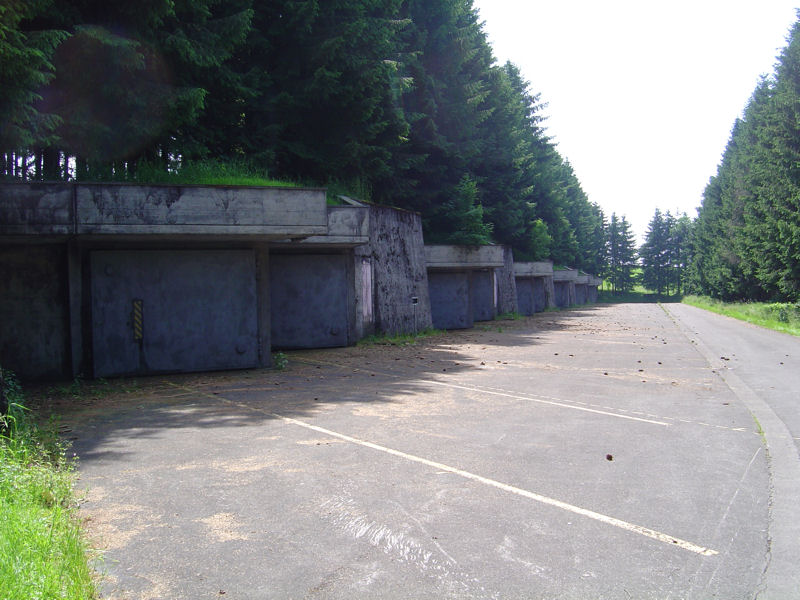
Lenkwaffengaragen der Stellung Nord

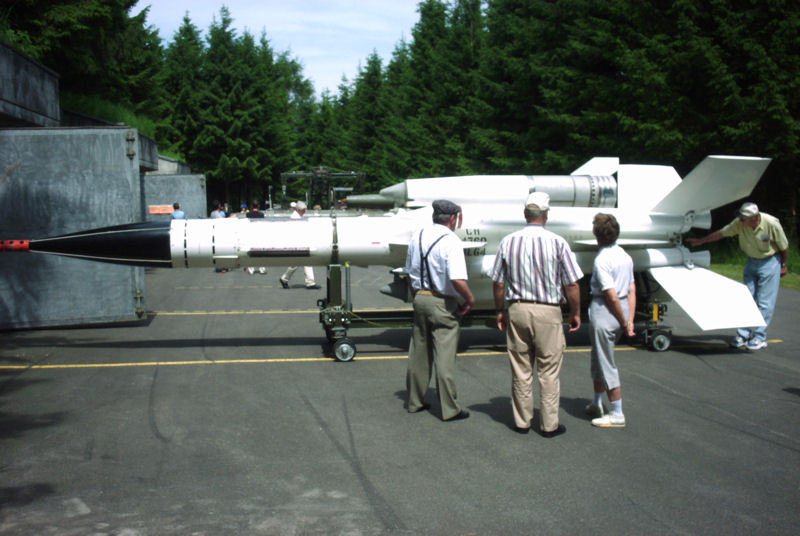
Besichtigung der Bloodhound, britischer Anstrich

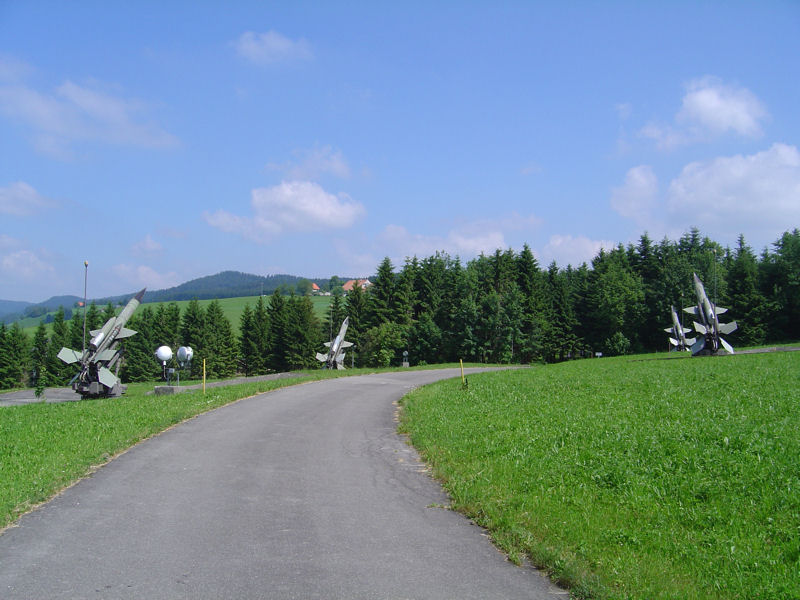
Werfergruppe Nord

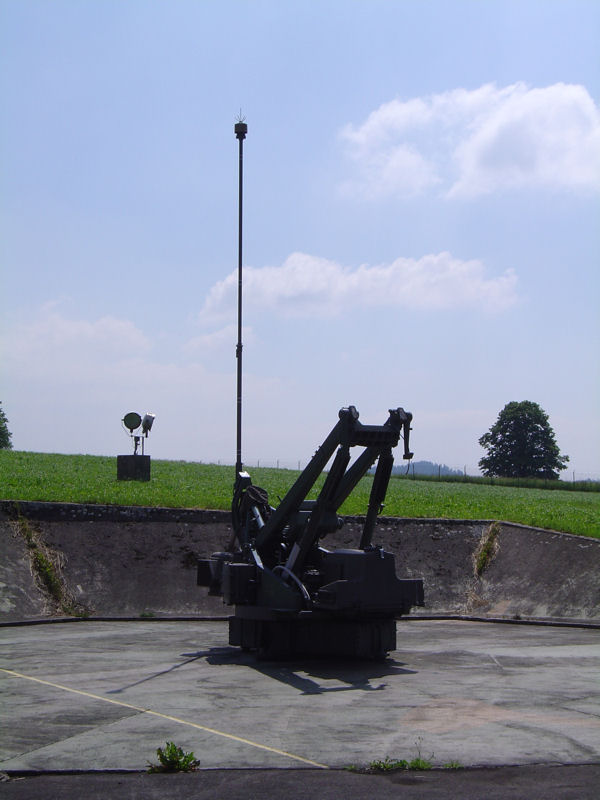
Leerer Werfer der Stellung Nord

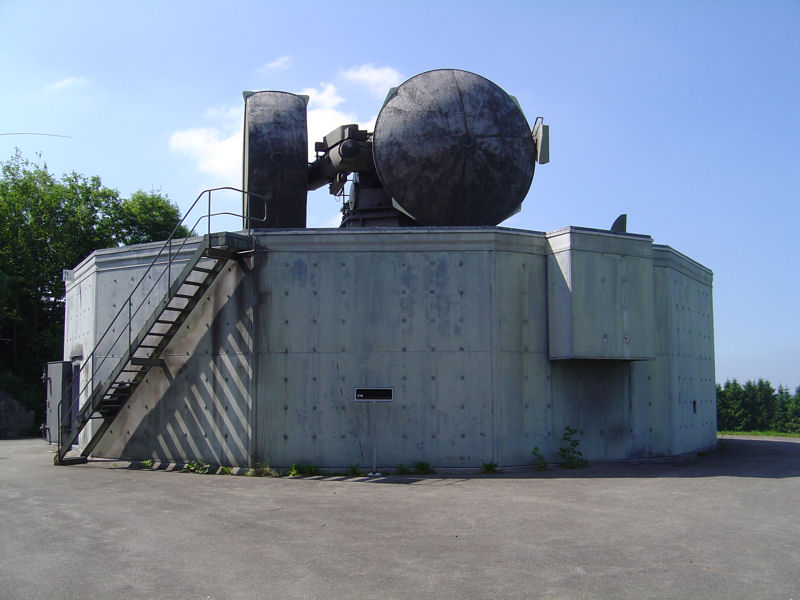
Ansicht des Radars

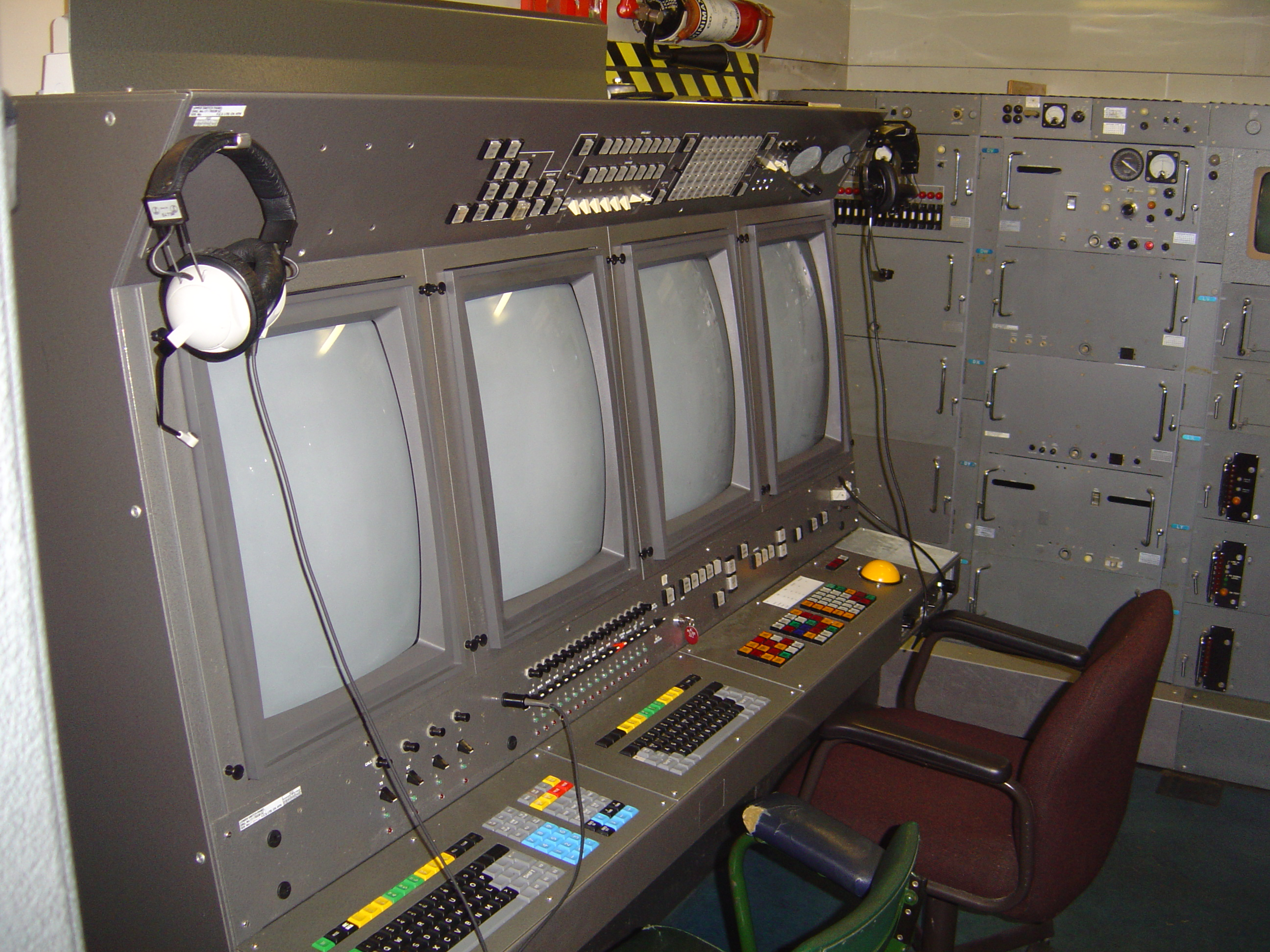
Einsatzkonsole der Lenkwaffenstellung

Die Stiftung will schwergewichtig die baulichen Zeugen, die aus dem Zweiten Weltkrieg und aus der Zeit des sogenannten Kalten Krieges im Kanton Zug stammen, sichern, übernehmen, unterhalten und der Wissenschaft und der Öffentlichkeit zugänglich machen.

## Zwecke
Die Stiftung bezweckt:
- Die Sicherstellung von kantonalem und eidgenössischen militärhistorischem Kulturgut im weitesten Sinne.
- Die Übernahme, die Sicherstellung, die Konservierung und den Unterhalt von Festungswerken und deren Zugänglichmachung für die Wissenschaft und die Öffentlichkeit sowie den Erwerb des hierfür notwendigen Grundeigentums.
- Den Betrieb und den inhaltlichen Ausbau der Museumsanlage der Fliegerabwehr-Lenkwaffenstellung BL-64 ZG „Bloodhound“ auf dem Gubel in der Gemeinde Menzingen.

## Organisation
Die Stiftung wurde im Januar 1994 von 25 Personen, als eine zivilrechtliche Institution nach Art. 80 ff des Zivilgesetzbuches, errichtet.
Die Stiftung besteht aus
- dem Stiftungsrat,
- dem Bereich Festungen mit dem Betrieb Festungen,
- dem Bereich Luftwaffe mit dem Betrieb Luftwaffe und
- der externen Revisionsstelle.

Die MHSZ legt der Zentralschweizerischen Stiftungsaufsicht Rechenschaft nach schweizerischem Stiftungsrecht ab.

## Mitgliedschaft der Stiftung
Die Stiftung ist Mitgliedorganisation von FORT – CH / Festungen – Schweiz, dem nationalen Dachverband der zivilen Festungsorganisationen der Schweiz, welche Festungen und weitere Infrastrukturbauten der Armee für die Wissenschaft und die Öffentlichkeit sicherstellen, unterhalten und öffentlich zugänglich machen.

## Militärische Kulturgüter des Kantons

### Bereich Festungen
Die Stiftung hat zurzeit 35 Festungsanlagen übernommen, die unterhalten und auf Wunsch im Rahmen von Führungen gezeigt werden. Weitere 40 Festungsanlagen sollen noch übernommen werden.
Die übernommenen Festungen stammen alle aus der Zeit des Zweiten Weltkrieges, die in den Nachkriegsjahren weiterbetrieben und mit neueren Waffentypen ausgerüstet worden sind. Diese Anlagen sollten im Dispositiv der 6. Division als Teil des Réduit national einen Stoss durch den voralpinen Teil des Kantons Zug in den Talkessel von Schwyz und von dort weiter in Richtung Festungsgebiet Gotthard verhindern. Das infanteristische Festungsdispositiv bestand aus mehreren Sperrgruppen, die mit Panzer- und Infanteriehindernissen und Sprengobjekten sowie Infanteriebunkern den Verteidigungskampf der Infanterieregimenter und Füsilierbataillone verstärkten. Diese Sperrgruppen konnten Artilleriefeuer der mobilen Artillerie, teilweise aus betonierten Geschützstellungen und aus Artilleriewerken im Kanton Schwyz anfordern. Fliegerabwehrbatterien, teilweise auf im Wald eingebauten getarnten Holztürmen, schützten die Sperren gegen Luftangriffe. Die Sockel dieser Anlagen sind noch heute sichtbar.
Die Festungsanlagen bestehen aus Strassenbarrikaden, Geländepanzerhindernissen in Form von Tankgraben und Tankmauern, Panzerabwehrbunkern, Maschinengewehrbunkern, Unterständen, Artillerie-Kommandoposten-Kavernen, Artilleriebunkern und permanenten Artilleriegeschützbettungen für die Aufnahme von Feldgeschützen der Kaliber 7,5 cm und 15 cm.
Der Bestand der bereits übernommenen Anlagen setzt sich zusammen aus folgenden Werken:
| Objekte                                  | Anzahl |
| ---------------------------------------- | ------ |
| Maschinengewehr-Bunker                   | 16     |
| Panzerabwehrkanonen-Bunker               | 3      |
| Infanteriekanonen-Garage                 | 1      |
| Infanteriekanonen-Feuerschild            | 1      |
| Artilleriebunker und Artilleriebettungen | 8      |
| Artillerie-Kommandoposten-Kavernen       | 2      |
| Unterstände                              | 4      |

Die Anlagen befinden sich in folgenden Sperrstellen:
- Zugerberg und Unterägeri
- Feuerschwand und Raten

### Bereich Bloodhound
Die Stiftung hat den Betrieb der denkmalgeschützten Fliegerabwehr-Lenkwaffenstellung BL-64 ZG „Bloodhound“ auf dem Gubel in der Gemeinde Menzingen übernommen. Die Anlage kann im Rahmen von Führungen besichtigt werden. Die Fliegerabwehr-Lenkwaffenstellung BL-64 ZG „Bloodhound“ ist die einzige der ehemals sechs im schweizerischen Mittelland und Jura permanent eingerichteten und ohne Unterbruch in hoher Bereitschaft gehaltenen Lenkwaffenstellung des britischen Typs Bloodhound Mark II, die noch erhalten ist. Die Fliegerabwehr-Lenkwaffen „Bloodhound“ waren für den Schutz des schweizerischen Luftraums zusammen mit den Kampfflugzeugen des Typs Mirage III und dem Frühwarnradarsystem „Florida“ als Verbund beschafft worden. Die drei Systeme sind seit den Sechzigerjahren bis zum Teil über die Jahrtausendwende eingesetzt gewesen. Deren Aufgaben werden heute durch die Kampfflugzeuge F/A-18 Hornet und das neue Radarsystem Florako übernommen. Die bodengestützte Fliegerabwehr-Lenkwaffe „Bloodhound“ hat als solche kein Nachfolgesystem erhalten.
Die gesamte Anlage steht weiterhin im Eigentum der Eidgenossenschaft bzw. des Verteidigungsdepartements (VBS). Eine der ehemals zwei Feuereinheiten der Lenkwaffenstellung steht unter kantonalem Denkmalschutz.
Im Sommerhalbjahr werden mehrere der acht Lenkwaffenwerfer mit originalen, aber inerten Lenkwaffen bestückt. Die kompletten elektronischen und mechanischen Einrichtungen stehen an ihrem originalen Standort. Die hauptsächlichen Bestandteile der Lenkwaffenstellung sind: Kommandobunker mit Einsatzstelle, Zielbeleuchtungsradar, Stromversorgungsanlage mit Dieselaggregaten, Lenkwaffenwerfer, unterirdische Lenkwaffenmagazine, ein Kollimationsturm und Übermittlungsanlagen. Innerhalb der Anlage gibt es ein ausgebautes Strassennetz, im Eingangsbereich wird das Truppenlager durch das VBS weiter benutzt.
Ein nachträglich eingerichteter Orientierungsraum mit Ausstellungsstücken der Elektronik und der Flugkörpertechnik dient der Wissensvermittlung bei Besuchen. Die Fliegerabwehr-Lenkwaffenstellung BL-64 ZG „Bloodhound“ ist heute die einzige besuchbare Fliegerabwehr-Lenkwaffenstellung in Europa und weltweit die einzige dieses Typs.

### Bereich Zuger Depot Technikgeschichte

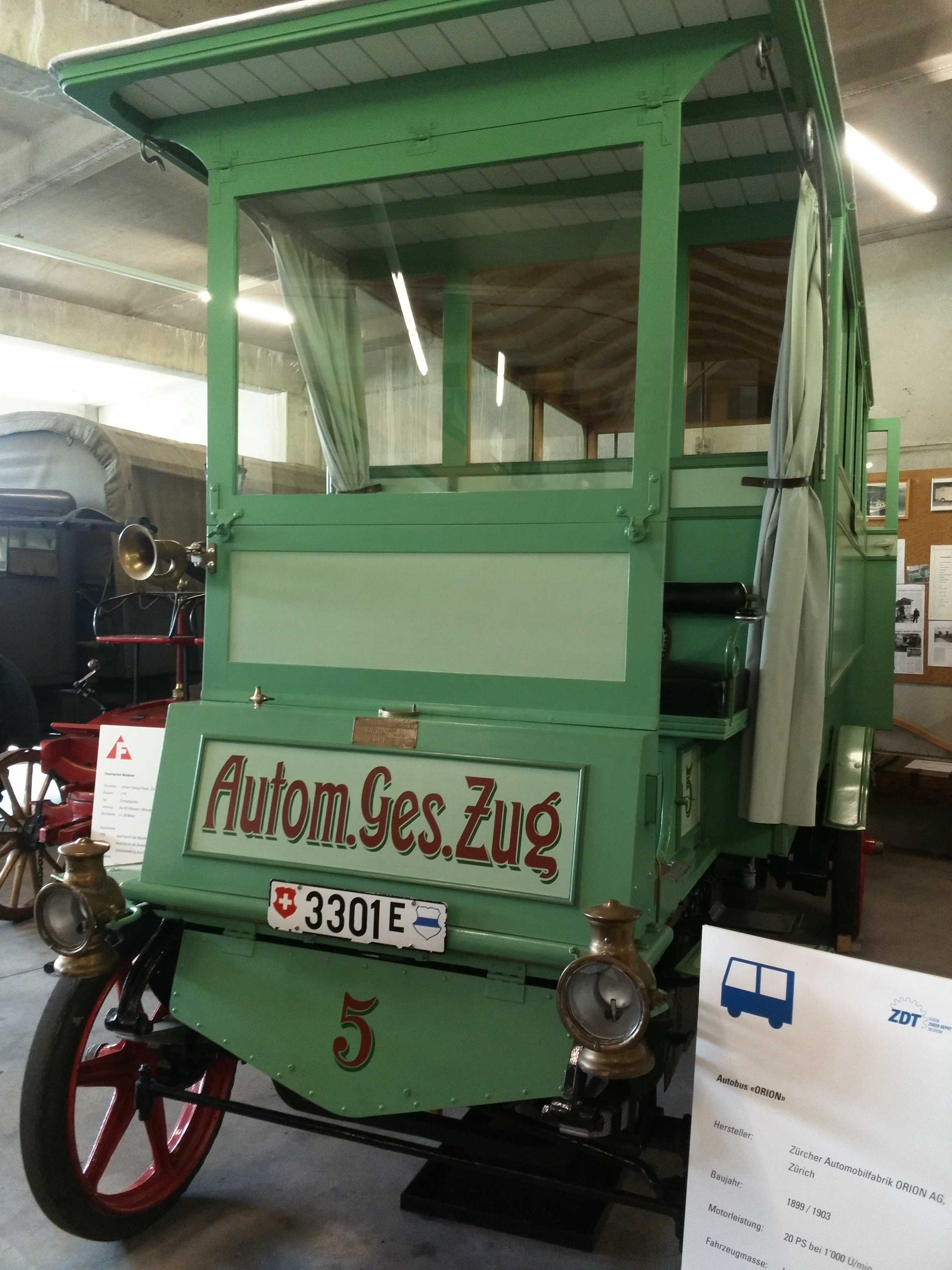
Orion Autobus von 1904

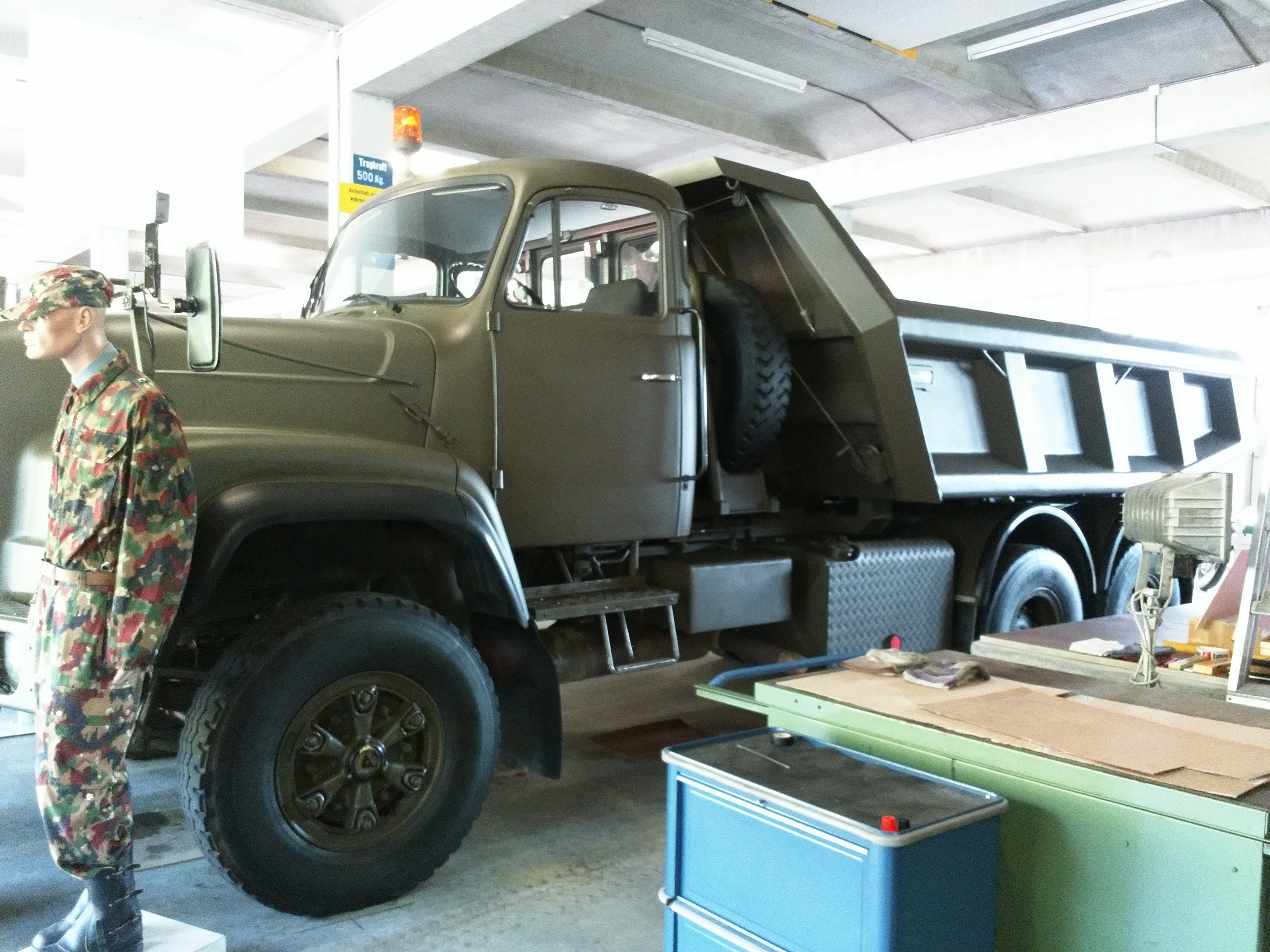
Saurer D330N

Die Stiftung ist Gründer- und Mitgliedorganisation des Vereins Zuger Depot Technikgeschichte / ZDT im ehemaligen Zeughaus Neuheim / ZG. Das Zuger Depot Technikgeschichte ist interdisziplinär und umfasst neben der Armee die Themen Feuerwehr und öffentlicher Verkehr. Die Militärhistorische Stiftung des Kantons Zug zeigt dort verschiedene Ausrüstungsobjekte, Geräte sowie Waffen der Schweizer Armee, dies mit den Schwerpunkten Infanterie, Panzerabwehr, Fliegerabwehr, Artillerie und Panzerfahrzeuge. Im Zuger Depot Technikgeschichte werden die Geräte, Geschütze und Panzerfahrzeuge gewartet, soweit notwendig restauriert und für Führungen und Tage der offenen Tore für die interessierte Öffentlichkeit bereitgehalten.
Die Ausstellung beinhaltet unter anderem folgende Fahrzeuge:
- Saurer MH4
- Saurer M6
- Mowag T1
- Mowag W300
- Entpannungspanzer 65
- Brückenpanzer 68
- Berna L275/10 Lkw von 1937
- GMC AC 454 Lkw von 1940
- Canadian Military Pattern Truck
- Saurer D 330 N
- Motor-Gebirgskanone 1938 L22 (7,5cm MotGeb Kan 38 L22)
- 20mm Fliegerabwehr Kanone 1938 (Flab Kan 38) W+F Bern
- Orion Autobus 1904
- Saurer 5 DUK 1965
- APE 4.80 ZVB Personenanhänger
- AGP 3 ZVB Gepäckanhänger
- Motorwagen CFe 4/4 „Elefant“ 1913 der elektrischen Strassenbahn im Kanton Zug (ESZ)
- FBW 91U EU4A
- Wasserwehrfahrzeug VW-Bus 1961
- Autodrehleiter ADL 1979
- Rüstkraftwagen Magirus-Deutz Muni 1957
- Atemschutzfahrzeug Geser F-250 4x4